# Communauté de communes de Matour et sa région
La communauté de communes de Matour et sa région est une ancienne communauté de communes française, située dans le département de Saône-et-Loire et la région Bourgogne-Franche-Comté.

## Composition
Elle est composée au 1er janvier 2014 des communes suivantes :
| Nom                           | Code Insee | Gentilé       | Superficie (km2) | Population (dernière pop. légale) | Densité (hab./km2) |
| ----------------------------- | ---------- | ------------- | ---------------- | --------------------------------- | ------------------ |
| Trambly (siège)               | 71546      |               | 12,08            | 398 (2014)                        | 33                 |
| Brandon                       | 71055      | Brandonnais   | 10,14            | 287 (2014)                        | 28                 |
| Clermain                      | 71134      | Clerminois    | 5,78             | 230 (2014)                        | 40                 |
| La Chapelle-du-Mont-de-France | 71091      | Chapelois     | 9,11             | 187 (2014)                        | 21                 |
| Dompierre-les-Ormes           | 71178      | Dompierrois   | 30,23            | 923 (2014)                        | 31                 |
| Matour                        | 71289      | Matourins     | 27,99            | 1 043 (2014)                      | 37                 |
| Montagny-sur-Grosne           | 71304      | Montagnons    | 6,84             | 119 (2014)                        | 17                 |
| Montmelard                    | 71316      | Montmelardais | 22,35            | 336 (2014)                        | 15                 |
| Saint-Pierre-le-Vieux         | 71469      | Sampiarris    | 15,79            | 347 (2014)                        | 22                 |
| Trivy                         | 71547      | Trivigeois    | 11,64            | 272 (2014)                        | 23                 |
| Verosvres                     | 71571      | Vroulons      | 22,96            | 447 (2014)                        | 19                 |

## Conseil communautaire

### Élus
La communauté de communes est administrée par son conseil communautaire, composé, pour le mandat 2014-2016, de  25 conseillers municipaux représentant chacune des  communes membres.
L'intercommunalité est gérée par un conseil communautaire composé de 25 délégués issus de chacune des communes membres et élus pour une durée de six ans, coïncidant ainsi avec les échéances des scrutins municipaux
Les délégués sont répartis comme suit :
| Nombre de délégués | Communes |
| ------------------ | --- |
| 4                  | Matour |
| 3                  | Dompierre-les-Ormes |
| 2                  | Brandon, Clermain, La Chapelle-du-Mont-de-France, Montagny-sur-Grosne, Montmelard, Saint-Pierre-le-Vieux, Trambly, Trivy, Vérosvres |

Au terme des élections municipales de 2014 en Saône-et-Loire, le conseil communautaire renouvelé a réélu son président Jean-Paul Aubague, maire de Trambly et élu ses vice-présidents, qui sont :

### Liste des présidents
| Nom | Nom                   | Parti | Début | Fin  | Fonctions                                                                                     |
| --- | --------------------- | ----- | ----- | ---- | --------------------------------------------------------------------------------------------- |
|     | Jean-Patrick Courtois | RPR   | 1992  | 2001 | * Sénateur-Maire de Dompierre-les-Ormes * Vice-président du Conseil Général de Saône-et-Loire |
|     | Jean-Paul Aubague     | UMP   | 2001  | 2016 | * Maire de Trambly                                                                            |

#### Administration
Dernière présidence la Communauté de communes

## Démographie
| 1999  | 2007  | 2009  | 2010  | 2011  |
| ----- | ----- | ----- | ----- | ----- |
| 3 894 | 3 919 | 3 890 | 3 919 | 3 928 |

## Compétences[3]

### Aménagement de l'espace
- Participation au SCOT du Mâconnais, et au Pays Sud-Bourgogne
- création, entretien, aménagement de la voirie d'intérêt communautaire (environ 250 km[4]
- Création et réalisation de ZAC
- Création d'un Plan Local d'Urbanisme Intercommunal (PLUi)

### Développement économique
- Aménagement, entretien et gestion de zones d'activités
- Gestion de la ZI Genève-Océan-Les Prioles (Dompierre-les-Ormes)
- Taxe professionnelle unique sur tout le territoire dès 2006

### Développement touristique
- Balisage, signalétique et promotion du réseau de Balades Vertes du territoire
- Délégation de l'activité touristique à l'Office du Tourisme du Haut-Clunisois en 2006

### Culture, sport et loisirs
- Développement culturel du territoire

### Amélioration de l'habitat
- Lancement d'une OPAH en concertation avec 4 autres communautés de communes de Bourgogne du Sud

### Environnement
- Assainissement collectif, individuel et industriel
- Gestion des déchets (SIRTOM de la Vallée de la Grosne depuis 2002)
- Création de zones de développement de l'éolien[5]

### Social
- Mise en place d'une politique de développement des activités périscolaires (SIVU de la Haute Grosne)
- Mise en place du transport à la demande, afin d'améliorer la mobilité des personnes du territoire, surtout âgées[6]

## Endettement
Au 31 décembre 2013, l'endettement de la communauté de communes de Matour et sa région se situait à 2 689 000 €, soit 629 € par habitant.
Entre 2007 et 2013, la dette est passée de 2 217 000 € à 2 689 000 € (soit +21 % de hausse).

## Économie[9]

### Structure industrielle et artisanale
Certaines communes ont un poids économique beaucoup plus important que d'autres, ainsi, 1214 emplois, soit 81 % du total des emplois de la communauté de communes sont concentrés sur 4 communes (chiffres 2011, en intégrant Vérosvres).
Les 1 494 emplois de la communauté de communes se répartissent comme suit : 
- Matour 27 %
- Dompierre-les-Ormes 21 %
- Trambly 21 %
- Vérosvres 12 %
- autres communes 19 %

Les zones d'activités n'ont pas toutes le même poids économique, et sont classées comme suit :
- ZI Genève-Océan-Les Prioles (Dompierre-les-Ormes)
- Pari-Gagné (Trambly)
- ZI des Berlières (Matour)
- Longverne (Montmelard)
- Chevannes (Vérosvres)
- ZA de Chassigneux (Dompierre-les-Ormes)
- La Gare (Dompierre-les-Ormes)

### Structure commerciale
- 2 pôles commerciaux : Dompierre-les-Ormes et Matour, qui cumulent environ 35 commerces ainsi que leur marché hebdomadaire,
- 17 commerces répartis sur 7 communes,
- 2 communes dépourvus de commerces (Brandon et La Chapelle-du-Mont-de-France).

On note l'absence de tout super ou hypermarché sur la communauté de communes, mais la présence de ce type de structure à moins de 15 minutes (Cluny, Saint-Bonnet-de-Joux...)

### Structure touristique
Mode d'hébergement :
- 12 chambres d'hôtel réparties sur 2 communes (Dompierre-les-Ormes et Montmelard).
- Camping quatre étoiles à Dompierre-les-Ormes avec 113 emplacements,
- village de chalets et hébergement en roulottes  à Dompierre-les-Ormes (29 à terme).
- camping trois étoiles à Matour avec 73 emplacements, ainsi que 10 chalets (HLL).
- Gîtes, chambres d'hôtes... et 640 résidences secondaires sur l'ensemble du territoire.

Loisirs touristiques :
- Le Lab 71, complexe autour de la science, de la culture et du développement durable, à Dompierre-les-Ormes,
- Arboretum de Pézanin à Dompierre-les-Ormes,
- Maison des Patrimoines en Bourgogne du Sud à Matour (écomusée, parc de sculptures contemporaines),
- pôle sportif de Dompierre-les-Ormes,
- gymnase communautaire (à Matour),
- 1 salle de cinéma (équipée numérique et 3D) à Matour,
- étang de pêche communal de la Palissade (Dompierre-les-Ormes), étang domanial de Pézanin (Dompierre-les-Ormes) et étang du Paluet (Matour),
- chemins de randonnée, etc

Piscines ouvertes au public :
- Piscine municipale de Matour,
- Piscine du Village des Meuniers (Dompierre-les-Ormes).

## Historique
- Le 1er janvier 2014, la commune de Vérosvres est rentrée au sein de la communauté de communes.
- Le 1er janvier 2017, avec la mise en place du nouveau schéma départemental de coopération intercommunale, la communauté de communes fusionne avec la communauté de communes du Mâconnais Charolais, pour former la communauté de communes Saint Cyr Mère Boitier entre Charolais et Mâconnais.

## Sources
- Le SPLAF (Site sur la Population et les Limites Administratives de la France)
- La base ASPIC
- bulletin intercommunal